# Cannagara tropicaria
Cannagara tropicaria är en fjärilsart som beskrevs av Pieter Cornelius Tobias Snellen 1874. Cannagara tropicaria ingår i släktet Cannagara och familjen mätare. Inga underarter finns listade i Catalogue of Life.